# 2420-as mellékút (Magyarország)
A 2420-as számú mellékút egy négy számjegyű mellékút Heves vármegyében, a Mátra déli részén.

## Nyomvonala
A 3-as főútból ágazik ki, annak 108+100-as kilométerszelvénye közelében, Kápolna és Tófalu települések határán, északnyugat felé. Pár méter után teljesen Tófalu külterületére lép át. Harmadik kilométerétől Aldebrő külterületén húzódik, de az eddig említett települések egyikét sem érinti. 3,5 kilométerénél eléri Vécs és Aldebrő határát, hosszabb szakaszon annak közelében húzódik, majd 7,5 kilométer után kiágazik belőle a 24 132-es út északkelet felé. Csak a 8+700-as kilométerszelvénye közelében lép ki Aldebrő területéről. A 2418-as útba beletorkollva ér véget, annak 4+900-as kilométerszelvényénél, Detk közigazgatási területén.
Az országos közutak térképes nyilvántartását szolgáló kira.gov.hu adatbázisa szerint a teljes hossza 9,987 kilométer.

## Története
A 3. és 7. kilométere között korábban a mainál kissé délebbre húzódott, bő két kilométeren át Vécs és Aldebrő határvonalát követte. A nyomvonal áthelyezése minden bizonnyal összefüggött a Mátrai Erőmű aldebrői lignitbányájának megnyitásával vagy 2015-ös újranyitásával, mivel a régi nyomvonal útjában állt a célzott bányászati tevékenységnek.